# Cuba en los Juegos Olímpicos de Tokio 1964
Cuba estuvo representada en los Juegos Olímpicos de Tokio 1964 por un total de 27 deportistas, 25 hombres y 2 mujeres, que compitieron en 6 deportes.
El portador de la bandera en la ceremonia de apertura fue el halterófilo Ernesto Varona.

## Medallistas
El equipo olímpico cubano obtuvo las siguientes medallas:
| Nombre            | Deporte   | Competición |
| ----------------- | --------- | ----------- |
| Oro               |           |             |
| —                 |           |             |
| Plata             |           |             |
| Enrique Figuerola | Atletismo | 100 m M     |
| Bronce            |           |             |
| —                 |           |             |